# アジア太平洋民主同盟
アジア太平洋民主同盟（アジアたいへいようみんしゅどうめい、英語: Asia Pacific Democrat Union、略称:APDU）は、中道右派・右派の保守政党などの国際組織、国際民主同盟のアジア太平洋地域における地域組織。

## 加盟政党
- オーストラリア : オーストラリア自由党
- カナダ : カナダ保守党
- 中華民国 : 中国国民党
- チリ : 国民革新党　(RN)
- エルサルバドル : 民族主義共和同盟 (Arena)
- フィジー : 統一フィジー党 (SDL)
- インドネシア : 民主党
- 韓国 : 国民の力
- モルディブ : モルディブ民主党
- モンゴル : 民主党
- ネパール : 国民民主党 (RPP)
- ニュージーランド : ニュージーランド国民党 (National)
- スリランカ : 統一国民党 (UNP)
- アメリカ : 共和党